# Giovanni Codrington
Giovanni Orlando Codrington (né le 17 juillet 1988 à Paramaribo, au Suriname) est un athlète néerlandais, spécialiste des épreuves de sprint.

## Biographie
Il remporte la médaille d'or du relais 4 × 100 m lors des Championnats d'Europe 2012 d'Helsinki, aux côtés de ses compatriotes Brian Mariano, 
Churandy Martina et Patrick van Luijk. L'équipe des Pays-Bas, qui établit un nouveau record national ainsi que la meilleure performance européenne de l'année, s'impose en 38 s 34, devant l'Allemagne et la France.

## Palmarès
| Date | Compétition                          | Lieu               | Résultat | Épreuve   |
| ---- | ------------------------------------ | ------------------ | -------- | --------- |
| 2005 | Fest. olympique de la jeunesse euro. | Lignano Sabbiadoro | 2e       | 100 m     |
| 2005 | Fest. olympique de la jeunesse euro. | Lignano Sabbiadoro | 1er      | 4 x 100 m |
| 2007 | Championnats d'Europe juniors        | Hengelo            | 7e       | 100 m     |
| 2007 | Championnats d'Europe juniors        | Hengelo            | 6e       | 4 × 100 m |
| 2012 | Championnats d'Europe                | Helsinki           | 1er      | 4 × 100 m |
| 2012 | Jeux olympiques                      | Londres            | 5e       | 4 × 100 m |
| 2014 | Championnats d'Europe                | Zurich             | 5e       | 4 × 100 m |
| 2017 | Relais mondiaux de l'IAAF            | Nassau             | DNF      | 4 x 100 m |
| 2017 | Championnats d'Europe par équipes    | Lille              | 5e       | 4 x 100 m |

## Records
| Épreuve | Performance | Lieu | Date            |
| ------- | ----------- | ---- | --------------- |
| 100 m   | 10 s 41     | Rome | 31 mai 2012     |
| 200 m   | 21 s 42     | Uden | 12 juillet 2008 |